# Philip Eaton
Philip E. Eaton (New York, 2 giugno 1936 – 21 luglio 2023) è stato un chimico statunitense, Professore Emerito di Chimica all'università di Chicago.

## Biografia
Insieme ai suoi colleghi fu il primo a sintetizzare la "molecola impossibile", il cubano, nel 1964.
Divenne noto per essere stato insieme a  Mao-Xi Zhang il primo ad ottenere l'ottanitrocubano (un esplosivo particolarmente potente a causa dell'alta densità e dei legami C-C molto "tesi) nel 2000 o poco prima.